# 福尔哈德-埃德曼环化反应
福尔哈德-埃德曼环化反应（Volhard-Erdmann cyclization），得名於德国化学家雅各布·福尔哈德及其学生胡戈·埃德曼，指通过丁二酸二钠或其他1,4-双官能团化合物（如γ-酮酸、1,4-二酮、氯乙酰取代的酯）与七硫化四磷作用发生环化，合成烃基和芳基噻吩化合物。
例如，从衣康酸合成3-甲基噻吩：